# Kråktjärnen (Östmarks socken, Värmland)
Kråktjärnen är en sjö i Torsby kommun i Värmland och ingår i Göta älvs huvudavrinningsområde.